# Deltochilum kolbei
Deltochilum kolbei là một loài bọ cánh cứng trong họ Bọ hung (Scarabaeidae).